# Hohenau an der March
Hohenau an der March est une commune autrichienne du district de Gänserndorf en Basse-Autriche.